# Matthias Alexander Castrén
Matthias Alexander Castrén (født 2. december 1813 i Tervola, Finland, død 7. maj 1852 i Helsinki) var en fremtrædende finsk lingvist og rejsende. Han var Helsingfors universitets første udnævnte professor i finsk sprog 1851, men på grund af tuberkulose døde Castrén allerede året efter.
År 1841 udgav han den første svenske oversættelse af det finske nationalepos Kalevala.

## Barndom og ungdom
Castrén blev født i Tervola kapelforsamling i den nordligste del af Österbotten. Hans fader var kapellan, men blev i 1821 præst i Rovaniemi. År 1830 blev Castrén student. Både under skoletiden og i tiden på universitetet måtte han kæmpe med store økonomiske problemer.
Castréns studenterår faldt sammen med den tid, de en livlig interesse vågnede for det finske sprog og for den finske folkepoesi, især som følge af udgivelsen af Kalevala i 1835. Også Castrén blev påvirket og besluttede at vi sit liv til arbejde for det finske sprog, trods de ringe økonomiske udsigter ved dette.

## Forskningsrejser
I sommeren 1838 gjorde Castrén en rejse til Lappland, den første af de rejser, som Castrén foretog for at udrede de indbyrdes slægtskabsforhold mellem finsk og talrige andre sprog. Resultatet af rejsen blev en afhandling om slægtskabet mellem deklinationerne i finsk, estisk og samisk. I anledning af denne afhandling udnævntes han 1840 til docent i finsk og oldnordiske sprog ved Helsingfors universitet. Forinden havde han, med støtte fra Finska litteratursällskapet, i 1839 gjort sin anden rejse, til det østlige Finland og russisk Karelen, for at indsamle runer, mytiske traditioner, sproglige oplysninger og andet, som kunne tjene til belysning af Kalevala-sangene. Således forberedt lavede han sin svenske oversættelse af disse sange i 1841, hvilken udmærker sig på samme tid ved sin trohed mod forlægget og et poetisk sprog. Først gennem denne oversættelse blev Kalevala mere kendt og anset. I et forord gav Castrén en kritisk gennemgang af sangenes poetiske og mytiske indhold.
I selskab med Elias Lönnrot og delvist på dennes bekostning foretog Castrén i efteråret 1848 endnu en rejse mod nord gennem finske Lapmarken, en del af Norge og den russiske del af Lapland). Formålet var at studere dels samernes gudelære, dels de samiske dialekter. I foråret 1842 indledtes tilbagerejsen til Arkhangelsk, hvorfra Lönnrot begav sig hjem. Castrén derimod havde af videnskabsakademiet i Sankt Petersburg fået tilbud om et større tilskud for at efter et år påbegynde en længere rejse til Sibirien for at i sprogvidenskabelig og etnografisk henseende undersøge samojediske stammer der, og han besluttede nu at udnytte den mellemliggende tid til at udforske de europæiske samojeders sprog. For at gøre dette opholdt han sig først en tid i Archangelsk og foretog derefter, med støtte af finske statstilskud, i efteråret 1842 en vanskelig rejse ud over tundraen. Skønt han ofte var syg og undertiden truet på livet af indbyggerne, fuldførte Castrén sit mål. Han drog over det nordlige Ural og ankom endelig, i november 1843, til Obdorsk i Sibirien. Der skulle han påbegynde sit arbejde i akademiens tjeneste, men af helbredshensyn vendte han i foråret 1844 tilbage til Finland.
Allerede under sit ophold i Sibirien havde Castrén sendt en grammatik over komi (syrjänsk) til akademiet. Komi, et finsk-ugrisk sprog, som tales af komifolket i området mellem Petjora og Ural, havde Castrén studeret under et længere ophold der. Denne grammatik belønnedes af akademiet med halvdelen af den såkaldte "demidovske pris" og blev trykt i 1844 under titlen Elementa grammatices syrjaenae. Efter hjemkomsten tog Castrén filosofie licentiat-eksamen og blev 1844 dr. phil. I Finland publicerede han tillige to artikler i tidsskriftet "Suomi" (i året 1844). Blandt dem er Om accentens indflydelse i lappisk sprog (på tysk i Petersburg-akademiets "Mémoires") af stor betydning for den finsk-ugriske sprogforskning.
Efter, at hans helbred var blevet bedre, begav Castrén sig i begyndelsen af 1845 på sin fjerde og største rejse, den af videnskabsakademiet i Petersburg bekostede expedition til Sibirien, hvilken tillige fik tilskud fra Finlands universitet. Først rejste Castrén til Kazan, hvor han tilbragte den første tid med at fuldende en mari (tjeremissisk) grammatik, påbegyndt allerede i Helsingfors med støtte af den kundskab i mari-sprog, som han havde hentet hos en russisk soldat af mari oprindelse. Denne grammatik blev trykt i 1845 på det finske universitetets regning, under titlen Elementa grammatices tscheremissae.
Sommeren 1845 opholdt Castrén sig ved Irtysj og Ob, blandt khanty (ostjakerne). Han studerede det khanty-sprog for at kunne udrede hantis stilling i forhold til samojederne, som de ofte var blevet forvekslede med. Mod høsten drog han længere op ad Ob, og i foråret 1846 flyttede han sin virksomhed til Jenisejs flodområde, hvilket han siden fulgte nordpå lige til Tolstonosovskoje, hele tiden foretagende flittige undersøgelser af samojedestammerne i disse egne. I begyndelsen af 1847 rejste han atter op ad Jenisej lige til den sydligste del af Sibirien (Minusinske kreds), hvor han undersøgte adskillige folkegrupper samt gennemførte arkæologiske undersøgelser. For at få nærmere kendskab til tuvinerne (sojoterne), gjorde han over de sajanske bjerge en eventyrlig udflugt ind på Kinas område. Senere rejste han østpå til Irkutsk og videre til Kjachta ved den kinesiske grænse og gjorde atter et kort besøg i Kina. Det fjerneste punkt for Castréns rejse mod øst var Nertjinsk. Derfra indledtes hjemrejsen i foråret 1848, men gentagne sygdomsanfald gjorde, at han ikke nåede tilbage til Finland før februar 1849.

## Professoratet
Efter sin hjemkomst blev Castrén af Petersburg-akademiet antagen til e. o. adjunkt, med en årsløn på 600 rubel og tilladelse til at opholde sig i Helsingfors. Et tilbud om fast ansættelse ved akademiet afslog han for at kunne forblive i Finland. Der fik han dog endnu ikke nogen fast stilling, då der netop på denne tid hos de magthavende var en stærk reaktion mod finske gjorde sig gældende. 1851 fik Castrén dog et nyindrettet professorat i finsk og litteratur. Hans professordisputation var De affixis personalibus linguarum altaicarum i 1850.
Som universitetslærer delte Castrén sin tid mellem at udføre sin tjeneste og at ordne og udarbejde de righoldige samlinger han havde skaffet under sine lange rejser. Allerede 1849 udgav han Versuch einer ostjakischen Sprachlehre nebst kurzem Wörterverzeichnis. Samme år holdt han et foredrag om emnet Hvor lå det finske folks vugge? Han redegjorde da for de resultater af sine forskninger, hvorefter finnernes urhjem skulle findes i de sajanske og altaiske bjergområder. Det næste emne for Castréns arbejde blev nu en stor grammatik over de samojediske sprog, som han havde fundet var beslægtede med de finsk-ugriske. Han fortsatte med at arbejde på dette sit fremmeste videnskabeliga værk, et resultat af ti års studier, endnu efter, at han var blevet syg i begyndelsen af 1852. Den 7. maj dette år døde han. En gravsten af granit rejstes over ham på Sandudds begravningsplats.

## Skrifter
Castréns efterladte videnskabelige samlinger blev bearbejdede og udgivet efter hans død, på Petersburgakademiets påbud og finansiering, af akademikeren Anton Schiefner. De bærer den fælle titel Nordische reisen und forschungen (12 band, 1853-62) og omfatter de chantiske og samojediske sproglærer (sidstnævnte var næsten færdig inden Castréns død), samojediske ordfortegnelser, sproglærer over adskillige andre sibiriske sprg (af hvilke nogen tidligere var ganske ubekendte) og endelig de skildringer og afhandlinger, der blev udgivet på svensk 1852-1870 under titlen "Nordiska resor och forskningar". Det første bind af denne samling, redigeret af Castrén selv, indeholder rejseminder fra årene 1838-1844, det andet rejseberettelser og breve fra 1845-1849. Disse, ligesom de tidligere rejseminder, udmærker sig ved en livlig og malende stil, ofte, trods rejsernes vanskeligheder, krydrede med ypperlig humor. Tredje og fjerde del omfatter forelæsninger over finsk mytologi og de altaiske folkeslags etnologi, femte og sjette del endelig mindre afhandlinger og artikler. I den sidste del indgår en udførlig levnedsbeskrivelse, forfattet af Johan Vilhelm Snellman.